# Perdiu boscana de Sumatra
La perdiu boscana de Sumatra (Arborophila sumatrana) és una espècie d'ocell de la família dels fasiànids (Phasianidae) que habita la selva de la zona central de Sumatra. S'ha considerat una subespècie d'A.orientalis.